# Anatatha
Anatatha é um gênero de traça pertencente à família Arctiidae.

## Espécies
- Anatatha lignea (Butler, 1879)
- Anatatha lophonota (Hampson, 1898)
- Anatatha maculifera (Butler, 1889)
- Anatatha misae Sugi, 1982
- Anatatha nigrisigna (Hampson, 1895)
- Anatatha wilemani (Sugi, 1958)